# Arrojadita-(BaNa)
La arrojadita-(BaNa) és un mineral de la classe dels fosfats, que pertany al grup de l'arrojadita. Rep el seu nom del geòleg brasiler Miguel Arrojado Lisbôa, i de la refinició de l'espècie realitzada l'any 2005 per l'Associació Mineralògica Internacional.

## Característiques
La arrojadita-(BaNa) és un fosfat de fórmula química BaNa₃(NaCa)Fe2+
13Al(PO₄)11(PO₃OH)(OH)₂. Cristal·litza en el sistema monoclínic. La seva localitat tipus es troba al dic pegmatitic Luna, a Dorio (Lecco, Itàlia). També se n'ha trobat al riu Big Fish, al districte Dawson Mining (Yukon, Canadà).
Segons la classificació de Nickel-Strunz, l'arrojadita-(BaNa) pertany a «08.BF: Fosfats, etc. amb anions addicionals, sense H₂O, amb cations de mida mitjana i gran, (OH, etc.):RO₄ < 0,5:1» juntament amb els següents minerals: arrojadita-(KFe), dickinsonita-(KMnNa), sigismundita, arrojadita-(SrFe), arrojadita-(KNa), arrojadita-(PbFe), fluorarrojadita-(BaFe), arrojadita-(NaFe), fluorarrojadita-(KNa), fluorarrojadita-(NaFe), samuelsonita, grifita i nabiasita.